# 马赛区
马赛区（法語：arrondissement de Marseille）是法国罗讷河口省所辖的一个区。总面积683.2平方公里，总人口1081104，人口密度1582人/平方公里（2018年）。主要城镇为马赛。

## 辖区
马赛区辖有21个市镇。